# Öffentlich-rechtlicher Erstattungsanspruch
Der öffentlich-rechtliche Erstattungsanspruch ist ein Anspruch auf Rückführung von Vermögensverschiebungen. Der Anspruch kommt sowohl zwischen Hoheitsträgern als auch zwischen einem Hoheitsträger und einem Bürger, sowie als Anspruch eines Bürgers gegenüber dem Staat in Betracht (öffentlich-rechtliche Rechtsbeziehung zwischen den Parteien).
Die Rechtsgrundlage ist umstritten. Insbesondere früher wurde der Anspruch in analoger Anwendung der zivilrechtlichen Bereicherungsvorschriften (§§ 812 ff. BGB) hergeleitet. Teilweise wird er auch dem Grundsatz der Gesetzmäßigkeit der Verwaltung und damit dem allgemeinen Rechtsstaatsprinzip aus Art. 20 GG entnommen. Dies kann jedoch dahinstehen, da der Anspruch mittlerweile gewohnheitsrechtlich anerkannt ist und darin seine hinreichende Grundlage findet. Der Anspruch ist aber subsidiär gegenüber gesetzlich normierten Erstattungsansprüchen wie beispielsweise § 49a VwVfG für die Erstattung bei Rücknahme oder Widerruf eines Verwaltungsakts mit Wirkung für die Vergangenheit oder § 37 Abs. 2 AO für den Steuererstattungsanspruch.
Der Anspruch erwächst grundsätzlich dann, wenn eine öffentlich-rechtlich fundierte Vermögensverschiebung ohne rechtlichen Grund im Sinne des § 812 BGB erfolgt. Die Vermögensverschiebung kann durch Leistung oder in sonstiger Weise erfolgen. Der Rechtsgrund kann von vornherein gefehlt haben oder später weggefallen sein. Somit kommt der Anspruch insbesondere bei Zahlungen auf nichtige Leistungsbescheide in Betracht, ebenso bei rechtswidrigen öffentlichen Leistungsaufforderungen, solange der entsprechende Bescheid nicht mangels Widerspruchs oder Klage bestandskräftig geworden ist.
Der Staat setzt den Erstattungsanspruch durch Erlass eines Verwaltungsaktes durch, sofern eine Leistung zurückgefordert wird, die durch Verwaltungsakt gewährt wurde. Der Bürger setzt seine Interessen mittels Leistungsklage vor dem zuständigen Verwaltungsgericht durch.

## Erstattungsansprüche in anderen Rechtsgebieten
Es gibt auch in anderen Rechtsgebieten Erstattungsansprüche. Als Beispiel sei genannt der Erstattungsanspruch des Betriebsrats gegen den Arbeitgeber gemäß § 40 Abs. 1 BetrVG: Schaltet der Betriebsrat zu seiner Beratung und Vertretung einen Rechtsanwalt ein und entstehen dem Betriebsrat dadurch Anwaltskosten, hat der Betriebsrat auf der Grundlage des § 40 Abs. 1 BetrVG einen Anspruch auf Erstattung der Anwaltskosten gegen den Arbeitgeber.